# San Giovanni Valdarno
San Giovanni Valdarno is een gemeente in de Italiaanse provincie Arezzo (regio Toscane) en telt 17.100 inwoners (31-12-2004). De oppervlakte bedraagt 21,3 km2, de bevolkingsdichtheid is 803 inwoners per km2.

## Demografie
San Giovanni Valdarno telt ongeveer 7059 huishoudens. Het aantal inwoners daalde in de periode 1991-2001 met 4,2% volgens cijfers uit de tienjaarlijkse volkstellingen van ISTAT.
| Jaar | Inwoneraantal |
| ---- | ------------- |
| 1991 | 17.732        |
| 2001 | 16.993        |

## Geografie
De gemeente ligt op ongeveer 134 m boven zeeniveau, in de vallei van de Arno ( vandaar Valdarno).
San Giovanni Valdarno grenst aan de volgende gemeenten: Castelfranco Piandiscò, Cavriglia, Figline e Incisa Valdarno (FI), Montevarchi, Terranuova Bracciolini.

## Geschiedenis
San Giovanni Valdarno is ontstaan rond het jaar 1296 en heette voorheen Castel San Giovanni. De burcht werd gebouwd in opdracht van de stad Florence. De architect was Arnolfo di Cambio.

## Geboren in San Giovanni Valdarno
- Masaccio (1401-1428), schilder
- Masolino da Panicale (1383-1447), schilder
- Niccolò Nasoni (1691-1773), schilder en architect
- Alfredo Aglietti (1964), voetballer

## Verbroedering
San Giovanni Valdarno is verbroederd met Mahbes, Westelijke Sahara.

## Gehuchten
Badiola-Renacci, Gruccia Borro al Quercio, Ponte alle Forche, Porcellino, Pruneto Montecarlo.